# Stormont—Dundas
Pour les articles homonymes, voir Stormont et Dundas.
Stormont—Dundas fut une circonscription électorale fédérale de l'Ontario, représentée de 1968 à 2000.
La circonscription de Stormont—Dundas a été créée en 1966 avec des parties de Stormont et Grenville—Dundas. Abolie en 1999, elle fut fusionnée dans Stormont—Dundas—Charlottenburgh.

## Géographie
En 1966, la circonscription de Stormont—Dundas comprenait:
- La ville de Cornwall et les cantons de Williamsburg et de Winchester dans le comté de Dundas
- Le comté de Stormont

## Députés
1. 1968-1974 — Lucien Lamoureux, IND
2. 1974-1984 — Ed Lumley, PLC
3. 1984-1988 — Norman Melvin Warner, PC
4. 1988-2000 — Robert Kilger, PLC

- PC = Parti progressiste-conservateur
- PLC = Parti libéral du Canada